# Broken Bells
Broken Bells ist ein Indie-Rock-Projekt der beiden US-amerikanischen Musiker Brian Burton (auch bekannt als Danger Mouse) und James Mercer (Frontmann von The Shins).

## Bandgeschichte
Der DJ und Musikproduzent Brian Burton, unter anderem bekannt von Gnarls Barkley, und der Frontsänger der US-Indierock-Band The Shins lernten sich bereits 2004 beim dänischen Roskilde-Festival kennen und entdeckten ihre gemeinsamen musikalischen Interessen. Im März 2008 trafen sie sich dann in Burtons Aufnahmestudio in Los Angeles für gemeinsame Aufnahmen. Dabei setzte der Multiinstrumentalist Burton auf selbst eingespielte Musik statt Samples und Mercer auf größere stimmliche Bandbreite, als beide sie in ihren sonstigen Projekten einsetzten.
Erst im Herbst des folgenden Jahres machten sie ihr gemeinsames Projekt publik, kurz bevor ihre Debütsingle The High Road erschien. Im März 2010 wurde dann das gemeinsame Album veröffentlicht, das den Bandnamen trägt. Es wurde ein internationaler Charterfolg.
Im Januar 2014 erschien mit After the Disco die zweite gemeinsame Zusammenarbeit.

## Diskografie
Alben
- Broken Bells (2010)
- After the Disco (2014)
- Into the Blue (2022)

Singles
- The High Road (2009, US: Platin)[2]
- Vaporize (2010)
- The Ghost Inside (2010, US: Gold)
- Meyrin Fields (2011)
- Holding On for Life (2013)
- After the Disco (2014)
- Control (2014)
- It’s That Talk Again (2015)
- Shelter (2018)
- Good Luck (2019)
- We’re Not in Orbit Yet… (2022)